# Lavandin
Der Lavandin oder Hybrid-Lavendel (Lavandula ×intermedia) ist eine Hybride aus der Gattung Lavendel (Lavandula) innerhalb der Familie der Lippenblütler (Lamiaceae). Er entstand als natürliche Kreuzung von Echtem Lavendel (Lavandula angustifolia) und Breitblättrigem Lavendel (Lavandula latifolia).

## Beschreibung
Lavandin ist ein steriler Hybrid, setzt also auch bei Befruchtung keine Samen an.

### Vegetative Merkmale
Lavandin wächst als immergrüner Halbstrauch mit Wuchshöhen von 60 bis 150 Zentimetern. Die Blattspreite ist linealisch-lanzettlich bis spatelförmig, öfters sehr kurz graufilzig behaart.

### Generative Merkmale
Die Blütezeit erstreckt sich von Ende Juni bis September. Der Blütenstand ist verzweigt, meist lockerblütig und oft etwas unterbrochen. Die Tragblätter der Blüten sind rhombisch-eiförmig, die Vorblätter 1 bis 4 Millimeter lang.
Die zwittrige Blüte ist zygomorph und fünfzählig mit doppelter Blütenhülle. Der Kelch ist dreizehnnervig, mit runden bis ovalen Zipfeln. Die Blütenkrone ist violett bis weiß gefärbt.

## Systematik
Lavandula ×intermedia ist eine natürlich auftretende Kreuzung des Echten Lavendels (Lavandula angustifolia) mit dem Breitblättrigen Lavendel (Lavandula latifolia).
Der Name stammte von D. Emeric und die Erstbeschreibung als Lavandula ×intermedia erfolgte durch Jean-Louis-Auguste Loiseleur-Deslongchamps im Jahr 1828 in Jean-Louis-Auguste Loiseleur-Deslongchamps: Flora Gallica, Band 2, Seite 19.
Je nach Autor gibt es zwei Subtaxa:
- Lavandula ×intermedia nothosubsp. intermedia  = Lavandula angustifolia subsp. angustifolia × Lavandula latifolia: Sie kommt nur im südöstlichen Frankreich vor.[5]
- Lavandula ×intermedia nothosubsp. leptostachya (Pau) Mateo & M.B.Crespo  =  Lavandula angustifolia subsp. pyrenaica × Lavandula latifolia (Syn.: Lavandula × leptostachya Pau): Sie kommt von den Pyrenäen bis ins nordöstliche Spanien vor.[5]

## Verwendung
Lavandin kommt als primärer Hybrid wild vor, wo beide Elternarten gemeinsam verbreitet sind, in Spanien, Frankreich und Italien. Meist wird er aber als Kulturpflanze angebaut, wobei zahlreiche Sorten und Cultivare bekannt sind.
Er wird hauptsächlich zur Gewinnung von Duftstoffen und ätherischen Ölen (Lavandinöl) verwendet, die zur Herstellung von Seifen und weniger hochwertigen Parfüms dienen. Wahrscheinlich enthält der Hybrid genauso wie seine beiden Elternarten heilwirksame Stoffe.
Lavandin ist nicht zu verwechseln mit Lavendel. Lavandin ist wesentlich ertragreicher und damit billiger als Lavendel. Seifen oder Waschmittel mit Lavendelduft enthalten Lavandin und nicht  Lavendel. In der Provence wird Lavandin bis zu Höhen von 600 oder 800 Meter angebaut, in höheren Lagen wegen der Kälteempfindlichkeit wird der teurere Lavendel angebaut.